# 教宗克雷
聖克雷（拉丁語：Sanctus Anacletus PP.；16年—92年）是第3任教宗，於76年9月23日－88年4月26日出任教宗，是繼理諾之後的羅馬主教。
教宗克雷在羅馬帝國羅馬出生，在92年於出生地逝世。
教宗克雷的名字是希臘語，「Cletus」解作「召喚」；「Anacletus」解作「召回來」。
與許多早期教宗一樣，民間對教宗克雷的任職經歷認知之甚少。早期的歷史記錄在克萊圖斯 (Cletus)、阿納克萊圖斯 (Anacletus) 和阿南克萊圖斯 (Anencletus) 這些名字的使用上以及在繼承順序中的排列上並不一致。一般來說，今天使用的是愛任紐所使用的順序，其中克萊圖斯和阿納克萊圖斯指的是同一個人，他們接替了萊努斯，在克莱孟一世之前。傳統上，人們普遍認為他在位12年，儘管其統治日期尚存疑。 2012年的《教宗年鑑》指出：「在最初的兩個世紀裡，教宗任期開始和結束的日期尚不確定」，然後將克雷的教宗任期從公元80年定為公元92年。然而，公元76年至公元88年也經常被引用。

## 譯名列表
- 克雷：香港天主教教區檔案　歷任教宗作克雷。
- 格肋多：天主教广西教会 （页面存档备份，存于），天主教辽宁教区[永久]作格肋多。

## 外部連結
- 關於聖克雷的文檔 （页面存档备份，存于）

| 天主教會職銜      | 天主教會職銜             | 天主教會職銜      |
| ----------------- | ------------------------ | ----------------- |
| 前任者： 教宗理諾 | 罗马主教 教宗 76年－88年 | 繼任者： 克勉一世 |